# Lepidiota hylaea
Lepidiota hylaea är en skalbaggsart som beskrevs av Britton 1978. Lepidiota hylaea ingår i släktet Lepidiota och familjen Melolonthidae. Inga underarter finns listade i Catalogue of Life.